# يوجين كالفين تشيذام جونيور
يوجين كالفين تشيذام جونيور (بالإنجليزية: Eugene Calvin Cheatham, Jr.)‏ هو طيار وضابط أمريكي، ولد في 27 أغسطس 1915 في جورجيا في الولايات المتحدة، وتوفي في 10 مايو 2005 في سبرينغ فالي في الولايات المتحدة بسبب سرطان.